# Стёре, Йонас Гар
Йонас Гар Стёре (норв. Jonas Gahr Støre; род. 25 августа 1960[…], Осло, Норвегия) — норвежский политический и государственный деятель. Лидер Рабочей партии с 2014 года. Действующий премьер-министр Норвегии с 14 октября 2021 года. В прошлом —  министр иностранных дел Норвегии (2005—2012), министр здравоохранения и социального обеспечения Норвегии (2012—2013), депутат стортинга (парламента Норвегии) с 2009 года.

## Биография
Родился 25 августа 1960 года в Осло. Отец — судовой брокер Ульф Йонас Стёре (Ulf Jonas Støre; 1925—2017). Семья была богатой и жила в западной части города. Дед по отцовской линии Йонас Хенри Стёре (Jonas Henry Støre; 1888–1974) после смерти владельца в 1927 году возглавил компанию Jøtul — производителя чугунных печей и каминов. Семья Стёре продала бизнес в 1977 году производителю цемента Norcem, подразделению HeidelbergCement, сделав на этом состояние.
В 1979—1980 годах окончил курс в Норвежской военно-морской академии в Бергене, отслужил в 1980—1981 годах в Военно-морских силах Норвегии. Получил звание фендрик (младший лейтенант ВМС). Изучал политологию в 1981—1985 годах в Институте политических исследований в Париже. Свободно говорит по-французски.
В 1986 году приглашён младшим преподавателем на юридический факультет Гарвардского университета. После возвращения на родину, в 1986—1989 гг. — научный сотрудник норвежской частной школы делового администрирования (ныне Норвежская школа менеджмента).
В 1989—1995 гг. — специальный советник аппарата премьер-министра Гру Харлем Брунтланн (Рабочая партия). Главой аппарата была Эльдрид Норбё. В 1995—1998 гг. — глава международного отдела аппарата премьер-министра Турбьёрне Ягланде (Рабочая партия) и Хьелля Магне Бунневика (Христианская народная партия). В 1998—2000 гг. — глава аппарата генерального директора Всемирной организации здравоохранения Гру Харлем Брунтланн в Женеве. В 2002—2003 годах Стёре был председателем правления консалтинговой компании Econ Analyze AS (ныне Pöyry), с августа 2003 года по осень 2005 года — генеральный секретарь Норвежского красного креста.
После парламентских выборов 2005 года, с 17 октября 2005 года по 21 сентября 2012 года — министр иностранных дел Норвегии во втором кабинете Столтенберга Столтенберга. Был в здании отеля в Кабуле во время теракта в 2008 году. 21 сентября 2012 года в результате перестановок в правительстве Столтенберга Стёре был назначен на пост министра здравоохранения и социального обеспечения Норвегии.
По результатам парламентских выборов 2009 года избран депутатом стортинга. В 2009—2013 годах замещал его в парламенте Трулс Викхольм. Переизбирался в 2013, 2017 и 2021 годах. С 14 октября 2021 года его в стортинге замещает Фруде Якобсен.
В 1995 году вступил в Норвежскую рабочую партию. 18 июня 2014 года после отставки Столтенберга, занявшего должность генерального секретаря НАТО, стал лидером партии и лидером парламентской группы в стортинге.
Стёре владеет английским, французским и немецким языками.

## Премьер-министр
После победы левоцентристского блока во главе с оппозиционной Рабочей партией на парламентских выборах 13 сентября 2021 года вступил в должность премьер-министра 14 октября, на следующий день после теракта в Конгсберге, возглавил коалиционное правительство Рабочей партии и Партии Центра.

## Личная жизнь
Женат с 1988 года на Марит Слагсволд (Marit Slagsvold; род. 1962), социологе и пасторе лютеранской Церкви Норвегии. У пары трое детей.
Является болельщиком английского футбольного клуба Премьер-лиги «Лидс Юнайтед».